# Limite delle nevi perenni
In glaciologia e nivologia col termine limite delle nevi perenni si indica la quota al di sopra della quale la neve accumulata non fonde mai completamente in nessuna stagione. La neve si accumula sotto forma di formazioni nevose perenni: le nevi al di sopra di questo limite vanno a costituire la criosfera terrestre sotto forma di ghiacciai, nevai e banchise.

## Descrizione
Tale limite altimetrico in massima parte varia in funzione della latitudine, a causa del diverso riscaldamento della terraferma in funzione della latitudine stessa. Secondariamente a parità di latitudine tale limite può variare in longitudine in funzione della quantità di precipitazione nevosa e dei climi locali ovvero dalla vicinanza o lontananza da mari e oceani o per influssi delle correnti atmosferiche dominanti e/o delle correnti oceaniche limitrofe. A livello locale il limite varia anche in virtù dell'esposizione dei versanti montuosi: è più alto nei versanti esposti verso la radiazione solare e più basso in quelli esposti nella direzione opposta. Alla latitudine dell'Equatore il limite è fissato al di sopra dei 5000 m e scende progressivamente in corrispondenza dei circoli polari e raggiunge il livello del mare al circolo polare antartico, mentre al circolo polare artico tale quota non viene mai raggiunta. In Italia tale limite è fissato intorno ai 3000 m.
Il limite inoltre non è statico sul lungo periodo ovvero su scala climatica, ma varia in funzione dei mutamenti climatici che coinvolgono la Terra.